# Sumba-Pony
Das Sumba-Pony ist eine urtümliche Pferderasse von der indonesischen Insel Sumba, die große Ähnlichkeit mit mongolischen und chinesischen Primitivponys hat.

## Exterieur
Im Allgemeinen besitzen Sumba-Ponys einen drahtigen, trockenen Körperbau. Sie zeichnen sich durch schwere, aber attraktive Köpfe mit großen mandelförmigen Augen aus. Die Hals- und Schulter-Formation ist zumeist korrekt, die Hinterhand von minderwertiger Qualität. Die feingliedrigen, eisenharten Beinen weisen ab und an Stellungsfehler auf. Das Stockmaß beträgt etwa 130 cm. Farblich kommt ausschließlich eine Wildzeichnung, ähnlich dem Tarpan oder Konik vor.

## Interieur
Die Tiere sind zähe, ausdauernde, aber trotzdem willige Arbeitstiere.

## Verwendung
Es dient in Indonesien als Last- und Zugtier. Außerdem trifft man es in traditionellen Tanzwettbewerben an, in denen es durch einstudierte Schritte Glöckchen, die an seinen Knien befestigt sind, zum Klingen bringen muss. Zudem treten das Sumba- und das Sumbawa-Pony aufgrund ihrer  Ausdauer und Schnelligkeit bei traditionellen Pferderennen an.

## Verwandte Rassen

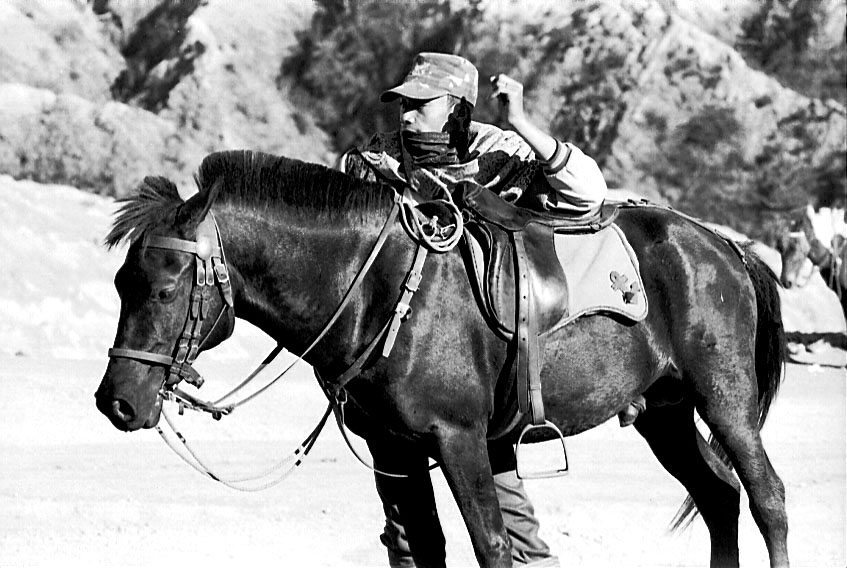
Sumbawa-Pony

Das Sumbawa-Pony ist nahezu identisch mit dem Sumba-Pony, es stammt von der indonesischen Insel Sumbawa. Sein Bestand beträgt rund 78.000 Exemplare (Stand: 2010). Es besitzt einen schlanken, kompakt gebauten Körper, einen flachen, harmonisch geformten Rücken, einen etwas schmalen Lendenbereich und eine infolge längerer Hinter- als Vordergliedmaßen überbaute Kruppe. Das Sumbawa-Pony kommt in verschiedenen Brauntönen und als Albino vor. Sein Stockmaß beträgt um 120 cm.